# Bezirk Pilgram
Der Bezirk Pilgram (tschechisch Okresní hejtmanství Pelhřimov) war ein Politischer Bezirk im Königreich Böhmen. Der Bezirk umfasste Gebiete in Südböhmen im heutigen Kraj Vysočina (Okres Pelhřimov). Sitz der Bezirkshauptmannschaft war die Stadt Pilgram(s) (Pelhřimov). Das Gebiet gehörte seit 1918 zur neu gegründeten Tschechoslowakei und ist seit 1993 Teil Tschechiens.

## Geschichte
Die modernen, politischen Bezirke der Habsburgermonarchie wurden 1868 im Zuge der Trennung der politischen von der judikativen Verwaltung geschaffen.
Der Bezirk Pilgram wurde 1868 aus den Gerichtsbezirken Patzau (tschechisch soudní okres Pacov), Pilgram (Pelhřimov), Kamenitz (Kamenice) und Počatek (Počatky) gebildet.
Per 1. April 1905 wurden die Gerichtsbezirke Kamenitz und Počatek aus dem Bezirk Pilgram ausgeschieden und zum Bezirk Kamenitz an der Linde zusammengeschlossen.
Im Bezirk Pilgram lebten 1869 88.155 Personen, wobei der Bezirk ein Gebiet von 20,6 Quadratmeilen und 123 Gemeinden umfasste.
Nach der Volkszählung 1900 beherbergte der Bezirk unter Einrechnung der Abspaltung des Bezirks Kamenitz nur noch 51.233 Menschen, die auf einer Fläche von 729,49 km² bzw. in 87 Gemeinden lebten.
Der Bezirk Pilgram umfasste 1910 eine Fläche von 744,95 km² und beherbergte eine Bevölkerung von 52.347 Personen. Von den Einwohnern hatten 1910 52.253 Tschechisch und 32 Deutsch als Umgangssprache angegeben. Weiters lebten im Bezirk und 62 Anderssprachige oder Staatsfremde. Zum Bezirk gehörten zwei Gerichtsbezirke mit insgesamt 93 Gemeinden bzw. 145 Katastralgemeinden.